# Seznam soch a reliéfů Miloslava Chlupáče
Seznam soch a reliéfů Miloslava Chlupáče obsahuje tvorbu Miloslava Chlupáče (1920–2008) umístěnou ve veřejném prostoru v České republice včetně plastik přemístěných a odstraněných. Seznam, který zahrnuje 25 položek, není úplný.

## Seznam soch
Seznam je řazen podle data vzniku.

| Rok       | Fotografie | Název                  | Lokace                                                                      | Materiál Technika           | Galerie                                                                   | Poznámka |
| --------- | ---------- | ---------------------- | --------------------------------------------------------------------------- | --------------------------- | ------------------------------------------------------------------------- | --- |
| 1950–1959 |            | Žena                   | Kladno-Kročehlavy Vodárenská 50°8′4,15″ s. š., 14°7′11,89″ v. d.            | terakota                    |                                                                           | reliéf 60×60×8 cm, domovní znamení, ulice Vodárenská a Vrchlického č.p. 1946–1955                                                                                   |
| 1950–1959 |            | Ruce                   | Kladno-Kročehlavy Jaroslava Foglara 50°8′1,42″ s. š., 14°7′12,95″ v. d.     | keramika                    |                                                                           | reliéf, domovní znamení, Jaroslava Foglara č.p. 1956–1961 |
| 1955      |            | Sedící ženy            | Kladno-Kročehlavy Unhošťská 50°8′2,02″ s. š., 14°7′25,76″ v. d.             | keramika                    |                                                                           | reliéf, 75×75×5 cm, domovní znamení, ulice Gen. Píky, U Výtopny, Unhošťská, č.p. 1901–1911 a č.p 1969–1975                                                          |
| 1961      |            | Non scholae, sed vitae | Ostrava Dr. Šmerala 49°50′21,6″ s. š., 18°17′25,52″ v. d.                   | trachyt                     |                                                                           | 155×270×90 cm, fontána, atrium Matičního gymnázia |
| 1963      |            | Totem                  | Karviná Školská 49°50′52,34″ s. š., 18°33′24,11″ v. d.                      | vápenec                     |                                                                           | 350 cm, základní škola, zahrada |
| 1965      |            | Plavec                 | Praha-Podolí Podolská 43/74 50°3′5,9″ s. š., 14°25′1,72″ v. d.              | travertin                   | Kategorie „Plavec (Miloslav Chlupáč)“ na Wikimedia Commons                | Plavecký stadion Podolí |
| 1965      |            | Balvan                 | Brno Haškova 49°13′55,97″ s. š., 16°37′35,1″ v. d.                          |                             |                                                                           | Sídliště Lesná, venkovní atrium centra Polana (nezvěstné od 2005)                                                                                                   |
| 1966–1971 |            | Tři plastické objekty  | Praha-Krč Pujmanové 50°2′54,18″ s. š., 14°26′6,61″ v. d.                    | travertin                   | Kategorie „Tři plastické objekty (Miloslav Chlupáč)“ na Wikimedia Commons | roh ulic Pujmanové a Milevská, původně stály na dlážděném prostranství, přemístěny na zatravněnou plochu                                                            |
| 1966      |            | Dvojice                | Liberec Třešňová 50°47′1,34″ s. š., 15°3′41,83″ v. d.                       | travertin                   | Kategorie „Dvojice (Miloslav Chlupáč)“ na Wikimedia Commons               | 220×120×60 cm |
| 1967      |            | Nymfa - Torzo          | Zlín třída Tomáše Bati 4091 49°13′29,43″ s. š., 17°40′13,14″ v. d.          | vápenec                     | Kategorie „Nymfa - Torzo (Miloslav Chlupáč)“ na Wikimedia Commons         | součást kašny za Městským divadlem ve Zlíně |
| 1968      |            | Ležící                 | Český Těšín Hornická 49°45′6,63″ s. š., 18°36′29,69″ v. d.                  | pískovec                    |                                                                           | exteriér |
| 1969      |            | Ležící                 | Ostrava Gregorova 49°50′33,77″ s. š., 18°17′16,02″ v. d.                    | travertin                   |                                                                           | 96×331×52 cm |
| 1970      |            | Vertikála              | Praha-Vinohrady Wilsonova 50°4′48,63″ s. š., 14°25′53,61″ v. d.             | ocel                        | Kategorie „Palachův pylon“ na Wikimedia Commons                           | budova Federálního shromáždění, nerealizováno, plastika doplněna 17. listopadu 2020 sochařem Antonínem Kašparem                                                     |
| 1970      |            | Tři postavy            | Praha-Trója U trojského zámku 120/3 50°7′9,78″ s. š., 14°24′3,64″ v. d.     | pískovec                    | Kategorie „Tři postavy (Miloslav Chlupáč)“ na Wikimedia Commons           | ZOO Praha původně na Leninově třídě (Evropská) poblíž Nádraží Veleslavín                                                                                            |
| 1972      |            | Stůl                   | Praha-Střížkov Šluknovská 50°7′38,02″ s. š., 14°29′40,13″ v. d.             | travertin, sekání           | Kategorie „Stůl (Miloslav Chlupáč)“ na Wikimedia Commons                  | u mateřské školy |
| 1972      |            | Plastické články       | Praha-Nové Město Vyšehradská 2075/51 50°4′22,09″ s. š., 14°25′5,39″ v. d.   | zbuzanský vápenec           | Kategorie „Plastické články“ na Wikimedia Commons                         | CAMP – Centrum architektury a městského plánování |
| 1973      |            | Sedící sportovec       | Praha-Lhotka Novodvorská 50°1′29,21″ s. š., 14°26′0,27″ v. d.               | ružbašský travertin, sekání | Kategorie „Sedící figura (Miloslav Chlupáč)“ na Wikimedia Commons         | Sídliště Novodvorská, atrium Kulturního centra, přemístěno 05/2019                                                                                                  |
| 1975      |            | Dekorativní zeď        | Karlovy Vary 50°13′45,94″ s. š., 12°52′38,21″ v. d.                         | beton                       | Kategorie „Betonový reliéf (Miloslav Chlupáč)“ na Wikimedia Commons       | dekorativní zeď, reliéf, hotel Thermal |
| 1975      |            | Kariatidy (†)          | Karlovy Vary 50°13′43,71″ s. š., 12°52′35,39″ v. d.                         | beton                       |                                                                           | fasáda Hotelu Thermal, zakryto předstěnou, součást stěny z pohledového betonu                                                                                       |
| 1975      |            | Plastické stély        | Karlovy Vary 50°13′45,33″ s. š., 12°52′38,49″ v. d.                         | beton                       | Kategorie „Plastické stély (Miloslav Chlupáč)“ na Wikimedia Commons       | řada pěti plastik, hořický pískovec, výška od 100 do 300 cm, při zábradlí přístupové rampy bočního vchodu k terase před vstupem do plaveckého bazénu Hotelu Thermal |
| 1976      |            | Chladicí věže          | Praha-Libeň V Holešovičkách 747/2 50°6′54,84″ s. š., 14°26′58,27″ v. d.     | beton zbuzanský vápenec     | Kategorie „Chladicí věže MFF UK v Libni“ na Wikimedia Commons             | s Karlem Pragerem, Matematicko-fyzikální fakulta UK |
| 1978      |            | Radost                 | Litvínov Školní 50°35′58,24″ s. š., 13°36′36,58″ v. d.                      | pískovec                    | Kategorie „Radost (Miloslav Chlupáč)“ na Wikimedia Commons                | 400×100×75 cm |
| 1984      |            | Plastické vzory        | Praha-Nové Město Ječná 243/39a 50°4′32,24″ s. š., 14°25′40,89″ v. d.        | litý beton                  | Kategorie „Plastické vzory (Miloslav Chlupáč)“ na Wikimedia Commons       | budova Teplotechny |
| 1987      |            | Ležící figura          | Brno-Líšeň Josefy Faimonové 2409/11a 49°12′11,04″ s. š., 16°40′46,46″ v. d. | pískovec                    |                                                                           | exteriér |
|           |            | Morava                 | Brno Denisovy sady 49°11′26,4″ s. š., 16°36′24,28″ v. d.                    | beton                       | Kategorie „Morava (statue)“ na Wikimedia Commons                          | |